# 1612 en philosophie
Chronologie de la philosophie
- 1608
- 1609
- 1610
- 1611
- 1612
- 1613
- 1614
- 1615
- 1616

L’année 1612 a été marquée, en philosophie, par les événements suivants :

## Publications
- Comenius : Problemata miscellanea.

- Fortunio Liceti : De his qui diu vivunt sine Alimento, Padoue, 1612 .

- Francisco Suárez : De legibus.

- Jakob Böhme : Aurora, oder die Morgenröte im Aufgang (1612). Trad. de l'all. Louis-Claude de Saint-Martin, 1800.

- Giordano Bruno :  Artificium perorandi (1612).

## Naissances
- 6 février à Paris : Antoine Arnauld (décédé le 8 août 1694 à Bruxelles), surnommé le Grand Arnauld par ses contemporains pour le distinguer des autres membres de sa famille, est un prêtre, théologien, philosophe et mathématicien français, l'un des principaux chefs de file des jansénistes. C'est un ardent opposant aux libertins, aux protestants, à ceux favorables à la scholastique et aux jésuites. Il est mort en Belgique mais son corps post-mortem fut transporté, en 1710, en France, à Palaiseau où il repose désormais.

## Décès
- 11 février à Rome : Antonio Persio (né en 1542 à Matera) est un philosophe et un prêtre italien.